# محمد حسين آزاد
محمد حسين آزاد (1830 - 1910 م) هو أديب و شاعر هندي.
يشتهر بكتاباته النثرية بالأردية. من آثاره: «آب حيات» و «دربار أكبري».